# 橋田邦彦

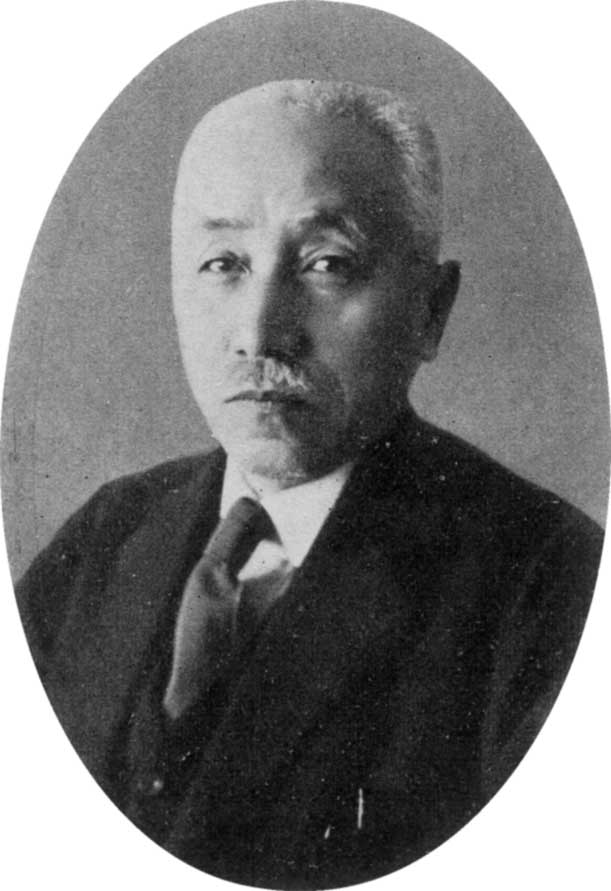
橋田邦彦

橋田 邦彦（はしだ くにひこ、1882年（明治15年）3月15日 - 1945年（昭和20年）9月14日）は、日本の医学者、教育者。医学博士。号は無適。旧姓藤田。生理学者藤田敏彦(東北帝大名誉教授)の実弟。
「科学する心」を推称、学校教育での自然観察を推進するなど、戦後の科学教育においても影響を与えた。また、興亜工業大学（現・千葉工業大学）の創立に際して、政府代表として関わっている。
日本で最初に「実験生理学」を提唱するなどして生理学者・医学者として多くの業績を上げた。その名声ゆえに近衛文麿・東條英機両首相より文部大臣として招聘された。このため、太平洋戦争敗戦後にGHQよりA級戦犯容疑者として指名されて、警察が迎えに来た際、服毒自殺をした。

## 経歴
鳥取の漢方医藤田謙造の次男として生まれ、鳥取県尋常中学校（現・鳥取県立鳥取西高等学校）在学中に河村郡長瀬宿の医師橋田浦蔵の養子となる。第一高等学校医科から東京帝国大学医学科を卒業し、生理学教室に入った。1914年（大正3年）ドイツに留学。1918年の帰国後は生理学助教授。1922年（大正11年）に教授に就任し、実験的生理学、ことに電気生理学の研究、発展につとめた。生理学の多くの著作の他に、哲学をよくし、禅に通じた。
1940年（昭和15年）6月に第2次近衛内閣に文部大臣として入閣、次いで第3次近衛内閣、東條内閣と留任して1943年（昭和18年）4月まで務めた。
1945年（昭和20年）9月14日、戦争犯罪の容疑で出頭を求められ、杉並区荻窪の自宅に荻窪警察署長、特別高等警察主任が迎えに来たところで服毒自殺した（トイレで青酸カリを服用し、自宅玄関で「さあ出かけましょう」と靴をはきかけたところで絶命した）。享年64。
死去にあたり昭和天皇から祭資並びに幣帛が下賜された。

### 年譜
- 1908年 - 東京帝国大学医科大学医学科卒業
- 1909年 - 東京帝国大学医科大学助手
- 1914年 - 生理学研究のため欧州留学（〜1918年9月）在独中、第1次世界大戦の日独交戦のためスイスで研究継続。
- 1918年 - 東京帝国大学医科大学助教授
- 1921年 - 医学博士
- 1922年 - 東京帝国大学教授
- 1935年 - 文部省思想視学委員
- 1937年 - 第一高等学校校長兼任
- 1940年 - 第2次近衛内閣の文部大臣に就任
- 1941年 - 文部大臣兼大日本青少年団長、10月の東條内閣成立後も留任。11月に文部大臣の充て職で大日本産業報国会顧問に就任[4]
- 1944年 - 教学錬成所長（親任官待遇）

## 人物
- 今日でも科学教育の分野でしばしば用いられる「科学する心 」というフレーズは、橋田が1940年に発表した同名の著作が嚆矢と言われている。また、国民学校の教育課程において、理科と算数の関連性を強めたり、1年生段階から自然観察を盛り込ませるなど、戦後の科学教育においても影響を与えた。
- 道元と中江藤樹を深く尊敬しており、現在も藤樹の墓の側に橋田の碑がある他、道元の『正法眼蔵』について解説した著作を出している。
- 招聘されたものの、当初から教育政策を巡り東条英機首相と意見があわず、軍部が進めようとした大学等の高等教育機関の就学年限短縮と学徒出陣などに反対していたとも言われる。

## 弟子
弟子に本川弘一、杉靖三郎、時実利彦、勝木保次、山極一三らがいる。

## 家族 親族
実家（藤田家）
- 父 謙造（漢方医）
- 兄 敏彦（生理学者）(東北帝大名誉教授)

養家（橋田家）
- 父 浦蔵（医師）
- 妻 きみえ（橋田浦蔵の養女）
- 養女 恵美子[5]

## 系譜
藤田家
藤田家は代々鳥取藩士で、邦彦の父の謙造は六代目にあたる。
初代の善三郎（嘉作）は元禄15年（1702年）の組帳では5人扶持60俵をうけていた武士であったが、謙造が代をついだ文久2年（1862年）頃には、過去養子取りが続いたため、4人扶持30俵となっていた。謙造は23、4歳で医を志し、漢方の大家浅田宗伯の仕込みだけあって、師弟ともに頑固なまで漢方で終始した。
```
（初代）　（二代）　　（三代）　　（四代）　（五代）　（六代）　┏敏彦
　善三郎━━嘉平次━━権之右衛門━━善三郎━━嘉平治━━謙造━━┫
　　　　　　　　　　　　　　　　　　　　　　　　　　　　　　　　┗邦彦

```

橋田家　
橋田家は、雲州浪人橋田道慶の子孫であり、長瀬村（現・湯梨浜町はわい長瀬）で代々医を家業としていた。
3代目の謙亭、4代目の見流は藩家老津田筑後の侍医を勤め、3人扶持14俵を支給されていた。
浦蔵に子がなかったので、宇野村安楽寺の伊藤家より養女を迎えた。きみえといい、後に橋田邦彦夫人となった。邦彦が浦蔵の養子になったのは明治32年（1899年）で16歳、鳥取中学在学中のことで、この頃浦蔵は長瀬村を出て米子東町（現・米子市）に移住して医院を開業しており、きみえ、邦彦もそこに移っていった。そして明治41年（1908年）東京の邦彦の医学者としての発展を期待して東京に出て一緒に生活するようになる。大正11年（1922年）邦彦の東大教授就任の予報を聞いて間もなく病没した。
```
　　　　　　　　　　　　（四代）
　　　　　　　　　　　　　┏見流━━浦蔵……きみえ
（初代）（二代）（三代）　┃
　道慶━━道益━━謙亭━━┫
　　　　　　　　　　　　　┃　　　　　　　┏潔
　　　　　　　　　　　　　┗春堂━━耕悦━┫
　　　　　　　　　　　　　　　　　　　　　┗登美恵

```

## 辞世
1945年（昭和20年）9月14日午後4時15分、警察が橋田を迎えに来た際に、トイレで青酸カリを服用し、自宅玄関で「さあ出かけましょう」と靴をはきかけたところで死亡した。
遺書（一部抜粋）
大東亜戦争開始ニ際シ輔弼ノ大任ヲ拝シナガラ其責ヲ果シ得ザリシコトヲ
謹ンデ
皇天ニ対シ御詫申上グ
天皇陛下万歳
○
今回戦争責任者として指名されしこと光栄なり。さりながら勝者の裁きにより責任の所在軽重を
決せられんことは、臣子の分として堪得せざる所なり。皇国国体の本義に則り玆に自決す。
或は忠節を全うする所以にあらずと云はれんも我は我の信念に従ふのみ。大詔渙発の日既に決せんと思ひしも、
邦家の将来に向って聊か期するところあり忍んで今日に到り、敵の召喚をうけて時節到来せるを歓ぶ。
○
辞世
大君の御楯ならねど国の為め
死にゆく今日はよき日なりけり
いくそたび生れ生れて日の本の
学びの道を護り立てなむ

## 作品
- 『生物の電気発生』　岩波講座生物学　岩波書店（1931年）
- 『生理学』（1933年、1941年改訂）
- 『碧潭集』　山極一三編　岩波書店（1934年）
- 『空月集』　山極一三編　岩波書店（1936年）
- 『自然と人』　人文書院（1936年）
- 『道としての教育』　日本文化第17冊　日本文化協会（1938年）
- 『行としての科学』　山極一三編　岩波書店（1939年）
- 『科学の日本的把握』　教学新書7　目黒書店（1939年）
- 『正法眼蔵釋意』第一巻　山喜房仏書林（1939年）

「正法眼蔵解説」「道元禅師小伝」「正法眼蔵現成公案」「現成公案釋意」を収載
- 『正法眼蔵釋意』第二巻　山喜房仏書林（1940年）

「身心学道」「行仏威儀」「正法眼蔵側面観」を収載
- 『科学する心』教学叢書第九輯　数学局（1940年）
- 『全体と全機』　教学新書16　目黒書店（1941年）
- 『正法眼蔵釋意』第三巻　山喜房仏書林（1944年）

「正法眼蔵仏性」「仏性釋意」「我観正法眼蔵」を収載
- 『正法眼蔵釋意』第四巻　東大生理学碧潭会編　山喜房仏書林（1950年）

「正法眼蔵行持（上）」「正法眼蔵看経」「正法眼蔵と科学者」を収載　
　橋田邦彦の訂正を受けていない未定稿。
- 『正法眼蔵の側面観』　杉靖三郎編　大法輪閣（1970年）
- 『生体の全機性』橋田邦彦選集　東京大学医学部生理学同窓会編　協同医書出版社（1977年）

上記『碧潭集』、『空月集』、『自然と人』等から抜粋されたもの。
- 『正法眼蔵釋意』　畑邦吉校訂　山喜房仏書林（1980年）

『正法眼蔵釋意』第一巻から第三巻までを纏めたもの。